# Vista Hermosa, Soltepec
Vista Hermosa är en ort i Mexiko.   Den ligger i kommunen Soltepec och delstaten Puebla, i den sydöstra delen av landet, 150 km öster om huvudstaden Mexico City. Vista Hermosa ligger 2 530 meter över havet och antalet invånare är 933.
Terrängen runt Vista Hermosa är kuperad åt sydväst, men åt nordost är den platt. Vista Hermosa ligger uppe på en höjd. Runt Vista Hermosa är det tätbefolkat, med 397 invånare per kvadratkilometer. Närmaste större samhälle är Acatzingo de Hidalgo, 16,1 km söder om Vista Hermosa. Trakten runt Vista Hermosa består till största delen av jordbruksmark.